# Tapacul pitblanc
El tapacul pitblanc (Eleoscytalopus indigoticus) és una espècie d'ocell de la família dels rinocríptids (Rhinocryptidae).

## Hàbitat i distribució
Habita els boscos de ribera del sud-est del Brasil.